# شون كانفيلد
شون كانفيلد (بالإنجليزية: Sean Canfield)‏ هو لاعب كرة قدم أمريكية أمريكي، ولد في 12 نوفمبر 1986 في لاهويا في الولايات المتحدة.

## وصلات خارجية
- شون كانفيلد على موقع مرجع كرة القدم المحترفة.كوم (الإنجليزية)
- شون كانفيلد على موقع كلية كرة القدم في سبورتس رفرنس.كوم (الإنجليزية)